# جنرال ميلز
جنرال ميلز هي شركة صناعات غذائيّة أمريكية. يقع مقرها في أحد ضواحي منيابولس.
إيراداتها السنوية في حدود 18 مليار دولار. وتوظف نحو 43ألف شخص.

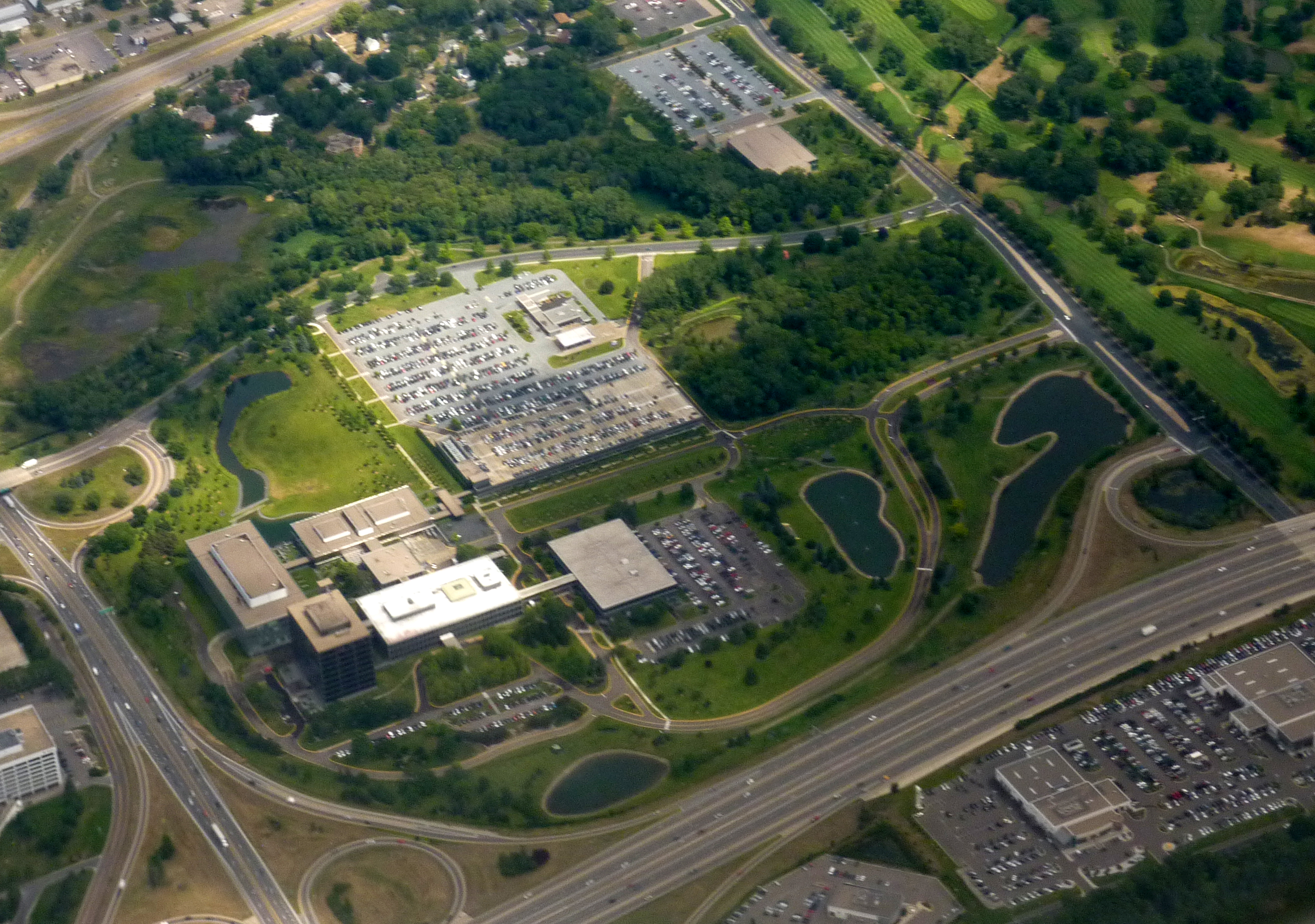
شركة جنرال ميلز في غولدن فالي، مينيسوتا.